# 德達烏鎮區
德達烏鎮為緬甸曼德勒省皎克西縣的鎮區。2014年人口138,617人，區域面積936.46平方公里。該鎮下分93個村里。德達烏為該鎮之首府。